# Atenango del Río
Atenango del Río är en ort i Mexiko.   Den ligger i kommunen Atenango del Río och delstaten Guerrero, i den sydöstra delen av landet, 150 km söder om huvudstaden Mexico City. Atenango del Río ligger 635 meter över havet och antalet invånare är 2 842.
Terrängen runt Atenango del Río är huvudsakligen lite kuperad. Atenango del Río ligger nere i en dal. Runt Atenango del Río är det glesbefolkat, med 11 invånare per kvadratkilometer. Närmaste större samhälle är Copalillo, 10,6 km sydost om Atenango del Río. I omgivningarna runt Atenango del Río växer huvudsakligen savannskog.